# 다정다감
《다정다감》은 만화가 박은아가 1999년부터 2007년까지 대원씨아이 순정만화지 이슈에 연재했던 만화이다. 4명의 남녀 고등학생들이 주인공으로 나와서 성장기를 그린 만화로 그들의 학창시절에 관한 내용이 나온다.  
2020년 학산문화사를 통해서 애장판으로 재발행되었다. 

## 줄거리
3남 1녀 중 막내딸이자 갓 여고생으로 입학한 고1 여학생 배이지. 평범하게 살아가지만 집 안에서는 손윗오빠들로부터 시녀 취급을 받는듯이 사는 실정이다. 그리고 그녀에게는 다양한 성격에 수려한 외모를 가진 친구들이 있다. 
도도해보이는 외모에 발랄하고 개성만점인 성격의 여고생 문도경, 돌부처같은 속성이지만 일찍이 어머니를 여의고 아버지와 계모와 살고있는 남고생 강한결, 
그리고 저돌적이고 거친 성격이지만 터프한 스타일을 가진 열혈기가 있는 남고생 신새륜과 함께 4인 4색의 고교시절 이야기를 그려나간다. 

## 등장인물
- 배이지 : 3남 1녀 중 막내딸이자 고1 여학생. 단발머리에 평범한 성격을 가진 소녀이다. 마지막에 성인이 되어서 작가가 된다.
- 문도경 : 도도한 외모를 가진 여고생이자 이지의 친구.  마지막에 성인이 되어서 배우가 된다.
- 강한결 : 조용한듯한 성격을 가진 남학생. 일찍이 어머니를 여의고 아버지와 살고있으며 후에 계모를 맞이한다.
- 신새륜 : 저돌적이고 거칠어보이는 성격을 가진 남학생이자 한결의 친구. 부모님이 영국으로 갔던 관계로 할아버지가 키우고 있다.
- 배우진 : 27세의 직장인. 이지의 큰오빠. 보수적이고 엄한 듯한 성격이지만 한편으로는 수줍어하고 나약한 면이 있다. 후에 남매 중 유일하게 결혼한다.
- 배우영 : 21세의 대학생. 이지의 작은오빠. 항상 활기차고 쾌활한 성격이다.
- 배우민 : 18세의 고2 남학생. 이지와는 한 살 터울의 셋째오빠로  같은 고교생이라 밀접한 관계가 깊다. 마지막에 성인이 되었을 때 윤민과 결혼하여 부부가 된다.
- 한태윤 : 우진의 애인으로 나오는 여성. 이지 가족이 등산을 할 때 처음 나왔으며 후에 우진과 결혼한다.
- 노희주 : 한결의 전 애인이자 여자친구. 이지네 학교 앞에 가끔 나와서 한결이를 만난다.
- 밤장미 멤버들 : 이지네 학교에 다니는 이지의 친구들.
- 윤민 : 이지네 학교에 전학을 오게 된 여학생. 마지막에 이지의 오빠 우민과 결혼하여 부부가 된다.
- 윤진 : 이지네 학교에 전학을 오게 된 남학생. 새륜을 라이벌로 보고있다. 윤민과는 이란성 쌍둥이.
- 담임선생(담탱이) : 이지네 반 학급 담임선생. 속칭 담탱이. 고1 때까지만 나왔다가 이지가 어른이 되었을 때 잠시 등장한다.
- 다니엘 : 본명은 신경섭. 새륜의 아버지. 원래 영국에 있었다가 귀국하여 이지네 학교에서 이지를 염탐하다가 도경을 새륜의 애인으로 오해하여 납치한다.
- 다니엘의 부인 : 새륜의 어머니. 영국에 있었다가 남편과 귀국하였다.
- 새륜의 할아버지 : 부모님이 영국으로 있던 관계로 부모 대리로 새륜을 키웠다.
- 새륜의 보모 할머니 : 새륜의 집에서 일하는 가정부격 할머니. 사실 새륜의 친할머니는 아니며 부모가 영국으로 갔던 새륜을 대신해서 보모 노릇을 하는 노인으로 보인다. 새륜을 도련님이라고 부른다.
- 한결의 아버지 : 무뚝뚝하고 엄한 성격을 가져서 아들에게도 무심하다. 그러나 한편으로는 여색이 짙어서 불신거리가 되는 편.
- 한결의 계모 : 한결의 아버지와 재혼하였으며 한결의 계모가 되었다. 후에 친딸을 낳는다.
- 이지의 아버지 : 이지네 남매를 키워낸 아버지. 이지에게 있어서는 다소 나이가 많은 편인데 맏아들인 우진이 27세라 17살인 이지와는 차이가 있어보인다.
- 이지의 어머니 : 이지네 남매를 키워낸 어머니. 아버지와 마찬가지로 노안이다.
- 도경의 어머니 : 도경을 키워낸 어머니로 고등학교 어머니인지 의심될 정도로 절세미인이다.
- 담임선생 : 이지가 고2로 진급한 이후 등장한 고2 때 이지네반 담임선생. 1권 때 영어선생으로 등장하였다가 이지가 고2로 진급하면서 담임선생이 되었다.
- 국어선생 : 이지네 학교에서 국어선생으로 나오며 비듬을 날린다. 이지가 송강 정철의 시문에 대해서 답할 때 으악새라고 하자 그녀를 으악새라고 부른다.

## 발행정보
- 작가 : 박은아
- 출판사 : 대원씨아이, 학산문화사(2020년 애장판)
- 단행본 권수 : 1 ~ 18권(완결)
- 연재여부 : 연재종료
- ⓒ1999 - 2007 박은아 / 대원씨아이, ⓒ2020 박은아 / 학산문화사